# Йосипдол
45°11′ пн. ш. 15°17′ сх. д. / 45.18° пн. ш. 15.28° сх. д.
Йосипдол (хорв. Josipdol) – громада і населений пункт в Карловацькій жупанії Хорватії.

## Населення
Населення громади за даними перепису 2011 року становило 3 773 осіб, 1 з яких назвали рідною українську мову. Населення самого поселення становило 879 осіб.
Динаміка чисельності населення громади:
Динаміка чисельності населення центру громади:

## Населені пункти
Крім поселення Йосипдол, до громади також входять:
- Царево Поле
- Церовник
- Істочний Тройврх
- Модруш
- Мунява
- Мунява Модрушка
- Оштаріє
- Сабляки Модруські
- Салопеки Модруські
- Страдник
- Тройврх
- Ваїн Врх
- Войноваць